# هیوویک
هیوویک (به سوئدی: Hjuvik) یک منطقهٔ مسکونی در سوئد است که در بخش یوتبری واقع شده‌است. هیوویک ۲٫۷۹ کیلومتر مربع مساحت و ۳٬۹۲۸ نفر جمعیت دارد.